# Починок, Игорь Петрович
Игорь Петрович Починок (род. 25 марта 1971 года, Львов) — украинский издатель, журналист. Основатель, главный редактор, стратегический редактор всеукраинской украиноязычной газеты «Экспресс».
С 1988 по 1993 годы учился на факультете журналистики Львовского национального университета имени Ивана Франко. Ещё во время учёбы работал в издании «Post-Поступ», где тогда собралась инициативная молодежь львовской журналистики.
В 1994 году с группой единомышленников основал собственное издание — газету «Экспресс». За несколько лет журнал стал популярным изданием в Львове, распространился на Львовскую область, а впоследствии и на соседние регионы.
Сейчас Игорь Починок занимает должность генерального директора ООО «Экспресс медиа групп».